# دین لوکین
دین لوکین (انگلیسی: Dean Lukin؛ زادهٔ ۲۶ مهٔ ۱۹۶۰) وزنه‌بردار اهل استرالیا بود.
وی در مسابقات کشوری و بین‌المللی در مجموع برندهٔ ۳ مدال طلا شده‌است.